# Hidas-Herbst György
Hidas-Herbst György (1914. április 16.–1992. április 14.) tanár, karnagy, Pilisvörösvár díszpolgára.

## Élete
Német nemzetiségi családban született. Édesapja, Herbst János földművelő ember volt, aki fuvarozással egészítette ki szerény jövedelmét. Édesanyját Braun Teréziának hívták. Tőlük örökölte zenei tehetségét. Számos hangszeren játszott.
Az elemi és a polgári iskola elvégzése után Esztergomban szerzett kántor-tanítói oklevelet. Pedagógiai pályája kezdetén Pilisszentkereszten, majd Pilisszentivánon kapott lehetőséget helyettesitő állás betöltésére.
1937-ben kapott rendes tanítói állást Pilisvörösváron. Ebben az évben meg is házasodott, feleségét Steckl Erzsébetnek hívták. Hat gyermekük született.
Az 1950-es években ének-zene szaktanári képesítést szerzett, majd megszervezte a Templom téri általános iskola énekkarát. Bekapcsolódott a Vass Márton kántor által vezetett bányász énekkar munkájába is. Mellékállásban a bányatelepi templom kántora volt.
Származására mindig büszke volt, és kivette részét a magyarországi németek kultúrájának, hagyományainak ápolásában. Tagja, majd vezetőségi tagja volt a Magyarországi Németek Demokratikus Szövetségének. Számos cikke jelent meg a Neue Zeitungban és a helyi lapban.
Összegyűjtötte és kottásfüzet formájában megjelentette a vörösvári németek legismertebb népdalait.
Jelentős szerepe volt a Pilisvörösvári Német Nemzetiségi Táncegyüttes létrejöttében. 25 éve keresztül állt az együttes élén, számos fellépésen, turnén tangóharmonikán kísérte a táncosokat.
Első felesége halála után újra megházasodott, dr. Drozdy László özvegyét vette nőül.
1992 április 14-én, két nappal 78. születésnapja előtt hunyt el.

## Elismerései
- Pilisvörösvár Város Díszpolgára (posztumusz) 1993.

## Fotók
- Fotók Hidas-Herbst Györgyről – Google albumarchívum Archiválva 2016. október 11-i dátummal a Wayback Machine-ben